# 코르비니안 브로드만
코르비니안 브로드만(Korbinian Brodmann, 1868년 11월 17일 – 1918년 8월 22일)은 대뇌 피질을 매핑하고 세포구축학적(조직학) 특성에 따라 52개의 구별되는 영역인 브로드만 영역을 정의한 것으로 알려진 독일의 신경정신과 의사이다.

## 삶과 경력
브로드만은 프로이센 왕국 호엔촐레른주의 리거스도르프에서 태어났다. 그는 뮌헨, 뷔르츠부르크, 베를린, 프라이부르크에서 의학을 공부했으며, 1895년에 의학 학위를 받았다. 그 후 그는 스위스의 로잔 대학교 의과대학에서 공부하고 뮌헨 대학 병원에서 일했다. 그는 1898년 라이프치히 대학교에서 만성 뇌실막염 경화증에 대한 논문으로 의학박사 학위를 받았다. 1900년부터 1901년까지 브로드만은 루트비히 빈스방어와 함께 예나 대학교 정신과 병원과 프랑크푸르트 시립 정신 병원에서도 근무했다. 그곳에서 그는 알로이스 알츠하이머를 만났는데, 알츠하이머는 그가 기초 신경과학 연구를 추구하게 된 결정에 영향을 미쳤다.
이후 브로드만은 1901년 베를린의 사립 연구소인 신경생물학 중앙 연구소(Neurobiologische Zentralstation)에서 세실 포크트와 오스카 포크트와 함께 일하기 시작했으며, 1902년에는 베를린 대학교의 신경생물학 연구실에서 근무했다. 1915년에는 현재 막스 플랑크 뇌 연구소로 알려진 카이저 빌헬름 뇌 연구소에 합류했다.
1909년, 브로드만은 피질 세포구조학에 대한 자신의 독창적인 연구를 단행본인 대뇌 피질의 비교 국소화 학설 (Vergleichende Lokalisationslehre der Großhirnrinde)로 발표했다. 이 책은 구조의 지역적 변형을 기반으로 한 대뇌 피질의 첫 번째 지도를 담고 있는 것으로 유명하다. 이 영역들은 나중에 브로드만 영역으로 알려지게 되었다.
베를린에서의 작업을 마친 후, 브로드만은 튀빙겐 대학교에 합류했다. 그곳에서 그는 1913년에 하빌리타치온 자격을 얻고 정교수가 되었다. 1910년부터 1916년까지 그는 대학 정신과 병원의 의사이자 해부학 연구실의 책임자로 재직했다. 브로드만은 1916년에 할레로 이사하여 니틀레벤 시립 병원에서 근무했다. 마침내 1918년, 그는 뮌헨 대학교의 초청을 받아 정신과 연구 센터의 조직학 그룹을 이끌게 되었다.
브로드만은 1918년 8월 22일, 50세가 채 되지 않은 나이에 폐렴에 이은 전신 패혈증으로 뮌헨에서 갑작스럽게 사망했다.

## 브로드만 영역

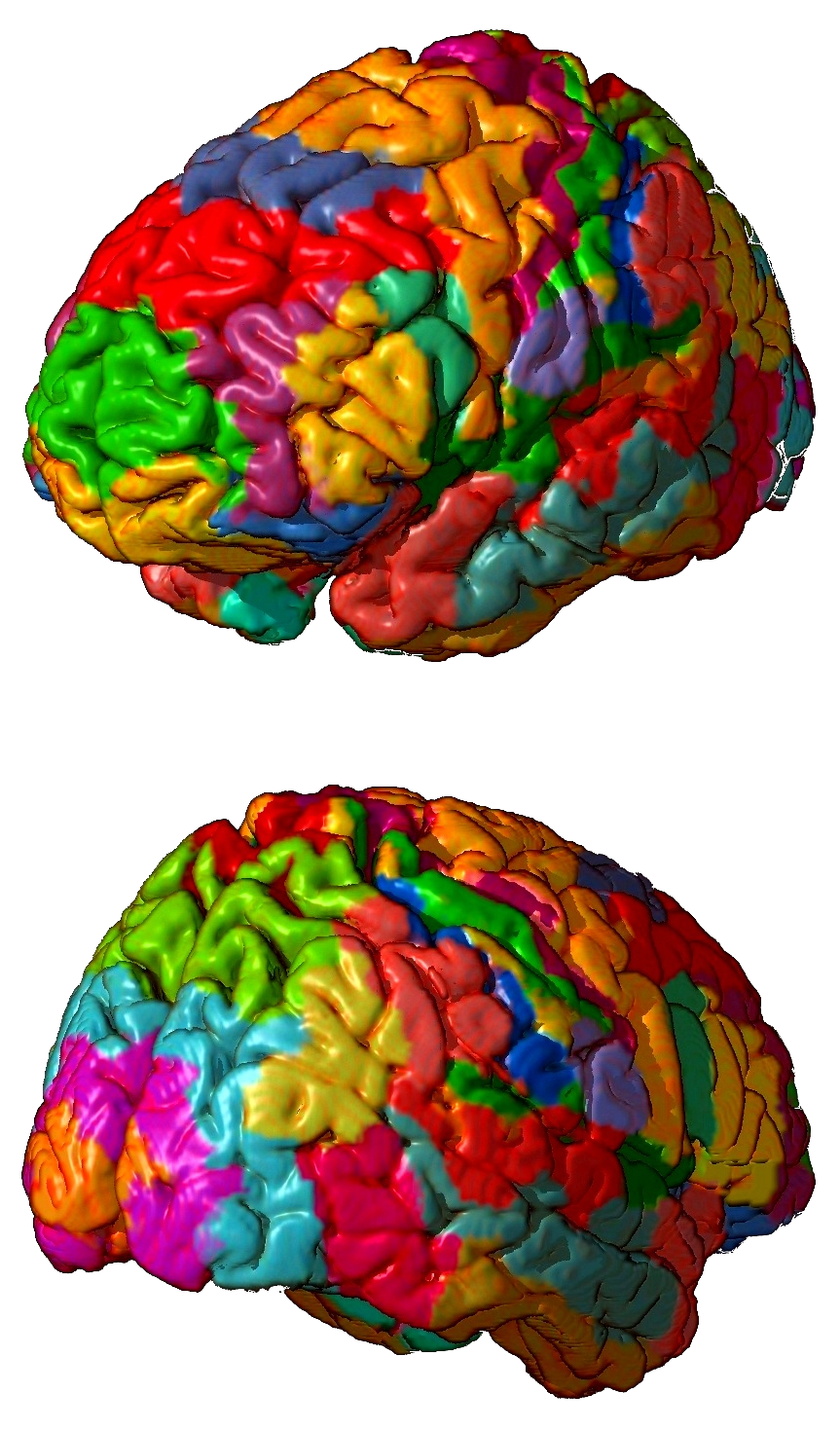
브로드만 영역의 현대적 묘사

브로드만이 설명하고 위치를 정한 피질 영역들은 현재 일반적으로 브로드만 영역이라고 불린다. 총 52개의 영역이 11개의 조직학적 영역으로 그룹화되어 있다. 브로드만은 인간의 뇌를 매핑하기 위해 육안 해부학적 특징과 피질 미세 구조 모두에 주의를 기울이는 등 다양한 기준을 사용했다. 브로드만은 구조가 다른 영역이 다른 기능을 수행한다고 가정했다. 실제로 이 영역 중 일부는 나중에 다음과 같은 신경 기능과 관련이 있음이 밝혀졌다.
- 측두엽의 브로드만 영역 41과 42, 청각과 관련
- 브로드만 영역 45와 44는 인간의 언어와 관련된 브로카 영역과 겹침
- 두정엽의 중심후이랑에 있는 브로드만 영역 1, 2, 3 (몸감각계 영역)
- 전두엽의 중심전이랑에 있는 브로드만 영역 4 (일차운동피질 영역)
- 후두엽의 브로드만 영역 17과 18 (일차 시각 영역)

그의 뇌 세포구조학적 특징화 작업은 뇌에 200개 이상의 구별되는 영역이 있다고 가정한 오스카 포크트의 영향을 강하게 받았다. 현대 과학에서는 브로드만이 식별한 영역을 브로드만이 부여한 숫자보다는 기능으로 자주 지칭한다. 그러나 일부 상황에서는 브로드만 번호의 사용이 지속된다.